# Scolopsis bimaculata
Scolopsis bimaculata is een straalvinnige vissensoort uit de familie van de valse snappers (Nemipteridae). De wetenschappelijke naam van de soort is voor het eerst geldig gepubliceerd in 1828 door Rüppell.